# Praia das Palmeiras
A praia das Palmeiras localiza-se no bairro que dá nome a praia, na cidade de Cabo Frio, no estado brasileiro do Rio de Janeiro.
Situada no bairro das Palmeiras, distante 3 km do centro, a praia das Palmeiras fica entre a Lagoa de Araruama e o Canal do Itajuru e é própria para a captura de camarão e siri. Em sua paisagem encontram-se muitas embarcações de pesca. Na sua orla existem quiosques e barracas com aperitivos, pescados da região e música ao vivo. Também esta sendo construído o primeiro shopping de Cabo Frio e de toda a Região dos Lagos. Em suas margens podem ser encontradas grandes quantidades de conchas. A praia é cercada por altas palmeiras e coqueiros, que deram nome ao bairro.